# Wenzel Urban von Stuffler

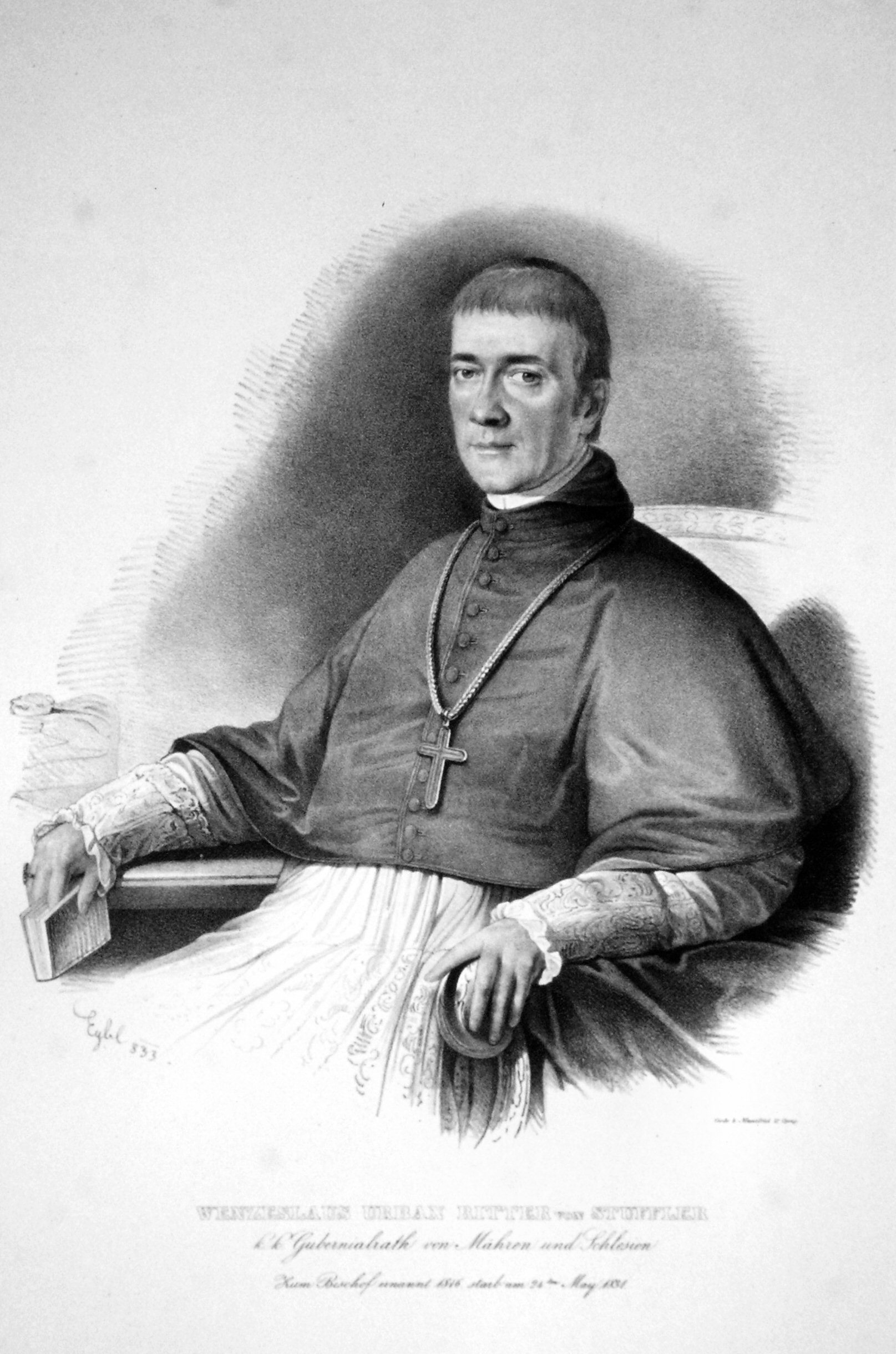
Wenzel Urban von Stuffler, Lithographie von Franz Eybl, 1833

Grab in Brünn

Wenzel Urban von Stuffler (auch: Wenzel Ritter Stuffler; tschechisch Václav Urban rytíř Stuffler; * 27. September 1764 in Brünn; Markgrafschaft Mähren; † 24. Mai 1831 in Brünn) war Bischof von Brünn.

## Leben
Wenzel Urban Stuffler, der Sohn eines Wagnermeisters, trat mit 18 Jahren dem Olmützer Augustiner-Chorherrenstift bei. Nach Aufhebung des Jesuitenordens 1784 durch Kaiser Josef II. (vergl. Josephinismus) schloss er seine Studien im neu geschaffenen Priesterseminar ab und wurde am 7. März 1789 zum Priester geweiht. 1803 wurde er Domherr und Gubernialrat, 1806 erhob ihn der Kaiser zum Ritter. Nach dem Tod des Brünner Bischofs Vinzenz Joseph von Schrattenbach wurde er am 28. Juli 1817 zu dessen Nachfolger nominiert und am 21. September d. J. durch den Olmützer Erzbischof Maria Thaddäus von Trautmannsdorff geweiht.